# Marathyssa cuneata
Marathyssa cuneata är en fjärilsart som beskrevs av Saalmüller 1891. Marathyssa cuneata ingår i släktet Marathyssa och familjen nattflyn. Inga underarter finns listade i Catalogue of Life.